# Suonatore di tuba
Il suonatore di tuba è il musicista che suona il basso tuba, ovvero il flicorno basso grave (in Fa e Mib) o contrabbasso (in Do o Sib), strumento musicale a fiato facente parte della famiglia degli ottoni.
Esistono varie tipologie di flicorno contrabbasso, tra i più diffusi sono il Basso Tuba (strumento concepito prevalentemente per un utilizzo da seduto, utilizzato in ambito concertistico) e il sousafono (strumento concepito prevalentemente per un utilizzo in piedi, utilizzato in ambito bandistico).
Un buon suonatore di tuba, considerato lo strumento utilizzato, di grosse dimensioni (il più grande degli strumenti a fiato) necessita di precise doti fisiche, quali una buona corporatura (utile per trasportare lo strumento durante manifestazioni o parate) e un buon fiato, in quanto richiesto dalla tipologia di strumento.
Generalmente il suonatore di tuba in banda o in orchestra esegue le parti di accompagnamento. Esistono comunque numerosi pezzi per tuba solista, suonati da musicisti di fama internazionale.